# Даглас Бенет
Даглас Хејг Бенет (енгл. Douglas Haig Bennett; Сен Ламбер (13. септембар 1918 — Поент Клер, 28. јун 2008) био је канадски кануиста који се такмичио за решрезентацију Канаде крајем 40-их година прошлог века, освајач сребрне медаље на Олимпијским играма у Лондону, вишеструки победник регата националног значаја.

## Спортска биографија
У детињству се озбиљно бавио пливањем и хокејом, нарочито у периоду када је играо за олмадински тим хокејашког клуба Royal Montreal. Пошто ме је каријера у пливању и хокеју споро напредоваа, у једном тренутку одлучио је да пређе на кану.
У периоду 1934—1939. Бенет је седам пута освајао канадско првенство у разним дисциплинама  у кануу. Био је одабран за репрезентацију Канаде на Олимпијске игре 1940. које се нису одржале због избијања Друзгог светског рата.
Након рата, Бенет се вратио кајакашком спорт и наставио да осваја регате на националном нивоу. Конкретно, у 1947. освојио је титулу првака Канаде у три дисциплине:појединачно, у двојцу и четверцу. Као резултат тога, на крају сезоне је преглашен за најбољег спортисту Монтреала. Позван је у репрезентацију и после низа успешних такмичења изабран је у екипу за Олимпијске игре 1948. у Лондону. Такмичио се у кануу једноклеку Ц-1 на 1.000 метара и заузео друго место иза чехословачког кауисте  Јосефа Холечека са више од 11 секунди заостарка. Такође се такмичио у пару са Харијем Паултоном у двоклеку Ц-2 1.000 м. Били су четвртити иза двоклека Чехословачке, САД и Француске.
По завршетку професионалне спортске каријере радио је као инжењер канадске телекомуникационе компаније Бел Канада, Истовремено, до краја шездесетих година, наставио је са веслањем кануа.